# Кремнянка
Кремнянка — река в России, протекает в Койгородском районе Республики Коми и в Нагорском районе Кировской области. Устье реки находится в 171 км по левому берегу реки Кобра. Длина реки составляет 10 км.
Исток реки в Республике Коми близ границы с Кировской областью в 35 км к юго-западу от посёлка Кажым. Исток лежит на водоразделе Волги и Северной Двины, рядом с истоком Кремнянки находится исток реки Ком (приток Воктыма). Река течёт на юго-запад, всё течение проходит по ненаселённому лесу. Вскоре после истока перетекает в Кировскую область. Впадает в боковую старицу Кобры.

## Данные водного реестра
По данным государственного водного реестра России относится к Камскому бассейновому округу, водохозяйственный участок реки — Вятка от истока до города Киров, без реки Чепца, речной подбассейн реки — Вятка. Речной бассейн реки — Кама.
Код объекта в государственном водном реестре — 10010300212111100030795.